# Tie a Yellow Ribbon Round the Ole Oak Tree
Tie a Yellow Ribbon Round the Ole Oak Tree is een nummer van de Amerikaanse band Dawn featuring Tony Orlando. Het verscheen op hun album Tuneweaving uit 1973. Op 19 februari van dat jaar werd het uitgebracht als de derde en laatste single van het album.

## Achtergrond
Tie a Yellow Ribbon Round the Ole Oak Tree is geschreven door Irwin Levine en L. Russell Brown en geproduceerd door Hank Medress en Dave Appell.
Het lied gaat over een man die wegens diefstal in de gevangenis heeft gezeten. Vastbesloten zijn leven te beteren is hij in de bus op weg naar huis. Hij weet niet zeker of zijn vriendin hem met plezier zal verwelkomen. Hij heeft haar daarom een brief gestuurd met het verzoek om een geel lint aan de oude eik voor haar huis te binden als zij hem terug wil; als hij geen lint ziet, blijft hij in de bus zitten en zoekt hij een andere bestemming. Wanneer de bus langs haar huis rijdt, is de man bang om uit het raam te kijken en vraagt hij of de buschauffeur dit wil doen. Vervolgens hoort hij de hele bus juichen en kijkt hij zelf uit het raam, waar hij wel honderd linten aan de boom ziet.
Tie a Yellow Ribbon Round the Ole Oak Tree is geïnspireerd door een gewoonte uit de negentiende eeuw, waarin sommige vrouwen waarschijnlijk een geel lint in hun haar hadden om te laten zien dat zij hun geliefde in het Amerikaanse leger steunen. Hier wordt onder meer naar verwezen in het liedje Round Her Neck She Wears a Yeller Ribbon uit 1917 en de film She Wore a Yellow Ribbon uit 1949. In de jaren 70 kreeg dit symbool hernieuwde populariteit vanwege de Vietnamoorlog. In juni 1972 las Brown een artikel over dit gegeven en stelde aan zijn schrijfpartner Levine voor dat zij hier een nummer over moesten schrijven. De twee wilden het eerst door Ringo Starr laten zingen, maar Al Steckler van Apple Records vond het een "belachelijk" lied.
Het thema van het lied is ook bekend uit de gelijkenis van de verloren zoon uit Lukas 15:11-24.
Tie a Yellow Ribbon Round the Ole Oak Tree werd wereldwijd een grote hit. Het bereikte de nummer 1-positie in de Amerikaanse Billboard Hot 100, de Britse UK Singles Chart, de Nederlandse Top 40, de Daverende Dertig en een voorloper van de Vlaamse Ultratop 50, alsmede in de Australische, Canadese, Ierse, Nieuw-Zeelandse, Noorse en Zuid-Afrikaanse hitlijsten. In onder meer het Verenigd Koninkrijk en de Verenigde Staten was het de meest succesvolle hit van 1973, en in de VS staat het in de top 50 van meest succesvolle hits aller tijden.
Tie a Yellow Ribbon Round the Ole Oak Tree is veelvuldig gecoverd. Onder meer Max Bygraves, Perry Como, Harry Connick jr., Bing Crosby, Freddy Fender, Bobby Goldsboro, Andy Kaufman, Dean Martin, Domenico Modugno, Jim Nabors, Dolly Parton, Frank Sinatra, Kay Starr en Lawrence Welk hebben een eigen versie opgenomen. In Nederland verscheen een versie van Rijk de Gooyer met de titel Nellie v.d. Heuvel uit de 4e klas. Ook kwam het voor in de films An Officer and a Gentleman en Our Idiot Brother en in de televisieseries Dinosaurs, Las Vegas, The Muppet Show, Shameless, The Simpsons en Wallace & Gromit. Het lied heeft tevens een connectie met historische gebeurtenissen, zoals de Iraanse gijzelingscrisis in 1979, de EDSA-revolutie in 1986 en de Protesten in Hongkong in 2014.

## Hitnoteringen

### Nederlandse Top 40
| Hitnotering: 28-04-1973 t/m 28-07-1973 | Hitnotering: 28-04-1973 t/m 28-07-1973 | Hitnotering: 28-04-1973 t/m 28-07-1973 | Hitnotering: 28-04-1973 t/m 28-07-1973 | Hitnotering: 28-04-1973 t/m 28-07-1973 | Hitnotering: 28-04-1973 t/m 28-07-1973 | Hitnotering: 28-04-1973 t/m 28-07-1973 | Hitnotering: 28-04-1973 t/m 28-07-1973 | Hitnotering: 28-04-1973 t/m 28-07-1973 | Hitnotering: 28-04-1973 t/m 28-07-1973 | Hitnotering: 28-04-1973 t/m 28-07-1973 | Hitnotering: 28-04-1973 t/m 28-07-1973 | Hitnotering: 28-04-1973 t/m 28-07-1973 | Hitnotering: 28-04-1973 t/m 28-07-1973 | Hitnotering: 28-04-1973 t/m 28-07-1973 | Hitnotering: 28-04-1973 t/m 28-07-1973 |
| Week                                   | 1                                      | 2                                      | 3                                      | 4                                      | 5                                      | 6                                      | 7                                      | 8                                      | 9                                      | 10                                     | 11                                     | 12                                     | 13                                     | 14                                     |                                        |
| -------------------------------------- | -------------------------------------- | -------------------------------------- | -------------------------------------- | -------------------------------------- | -------------------------------------- | -------------------------------------- | -------------------------------------- | -------------------------------------- | -------------------------------------- | -------------------------------------- | -------------------------------------- | -------------------------------------- | -------------------------------------- | -------------------------------------- | -------------------------------------- |
| Nummer                                 | 19                                     | 10                                     | 5                                      | 2                                      | 1                                      | 1                                      | 3                                      | 5                                      | 7                                      | 11                                     | 15                                     | 33                                     | 39                                     | 38                                     | uit                                    |

### Daverende Dertig
| Hitnotering: 21-04-1973 t/m 07-07-1973 | Hitnotering: 21-04-1973 t/m 07-07-1973 | Hitnotering: 21-04-1973 t/m 07-07-1973 | Hitnotering: 21-04-1973 t/m 07-07-1973 | Hitnotering: 21-04-1973 t/m 07-07-1973 | Hitnotering: 21-04-1973 t/m 07-07-1973 | Hitnotering: 21-04-1973 t/m 07-07-1973 | Hitnotering: 21-04-1973 t/m 07-07-1973 | Hitnotering: 21-04-1973 t/m 07-07-1973 | Hitnotering: 21-04-1973 t/m 07-07-1973 | Hitnotering: 21-04-1973 t/m 07-07-1973 | Hitnotering: 21-04-1973 t/m 07-07-1973 | Hitnotering: 21-04-1973 t/m 07-07-1973 | Hitnotering: 21-04-1973 t/m 07-07-1973 |
| Week                                   | 1                                      | 2                                      | 3                                      | 4                                      | 5                                      | 6                                      | 7                                      | 8                                      | 9                                      | 10                                     | 11                                     | 12                                     |                                        |
| -------------------------------------- | -------------------------------------- | -------------------------------------- | -------------------------------------- | -------------------------------------- | -------------------------------------- | -------------------------------------- | -------------------------------------- | -------------------------------------- | -------------------------------------- | -------------------------------------- | -------------------------------------- | -------------------------------------- | -------------------------------------- |
| Nummer                                 | 28                                     | 15                                     | 9                                      | 2                                      | 2                                      | 1                                      | 1                                      | 4                                      | 5                                      | 8                                      | 13                                     | 15                                     | uit                                    |

### NPO Radio 2 Top 2000
| Nummer met noteringen in de NPO Radio 2 Top 2000 | '99  | '00  | '01  |
| ------------------------------------------------ | ---- | ---- | ---- |
| Tie a Yellow Ribbon Round the Ole Oak Tree       | 1229 | 1806 | 1372 |

1. ↑  Een vetgedrukt getal geeft de hoogste notering aan.
2. ↑  Deze tabel is bijgewerkt tot en met de laatste editie (2024).